# سیارک ۹۷۱۹
سیارک ۹۷۱۹ (به انگلیسی: 9719 Yakage، نامگذاری:1977DF2) نه هزار و هفتصد و نوزدهمین سیارک کشف شده‌است که در ۱۸ فوریه ۱۹۷۷ کشف شد.
قدر مطلق سیارک برابر ۲۸.۲ است.